# UR (Stephen King)
UR ist eine Novelle von Stephen King aus dem Jahr 2009, welche dieser exklusiv für das elektronische Lesegerät Amazon Kindle verfasste. 

## Zum Inhalt
Englisch-Professor Wesley Smith kauft sich ein solches Gerät, um sich mit der neuen Technologie vertraut zu machen und seiner Ex-Freundin zu trotzen, die ihn für zu altmodisch hält. Doch Wesleys Kindle ist von Anfang an anders: Es ist pink – dabei gibt es das Gerät offiziellen Angaben zufolge nur in weiß. Zudem hat es eine seltsame Funktion, genannt „UR Funktion“.
 Schnell findet Wesley Unglaubliches heraus: Sein Kindle kann sich in parallele Welten einloggen und dort Werke aufspüren, die hier, in unserer Welt, nie verfasst wurden. So etwa stolpert er über einen Hemingway-Roman, der in einem Universum verfasst wurde, in dem der Schriftsteller länger lebte als in unserem.
Nach der anfänglichen Begeisterung weicht Wesleys Faszination jedoch tiefer Bestürzung, als ihm klar wird, dass sein Kindle noch mehr kann: Es verfügt über Zeitungsartikel aus der Zukunft – und plötzlich findet sich Wesley auf einer Mission, um das Leben seiner Ex-Freundin zu retten.

## Veröffentlichungsgeschichte
Knapp 3 Wochen nach der Veröffentlichung erreichte die Anzahl der Downloads den fünfstelligen Bereich. Amazon lehnt es ab, genaue Zahlen zum Kindle oder zu einzelnen E-Books zu veröffentlichen. Eine revidierte Fassung der Novelle wurde in Stephen Kings Sammelband Basar der bösen Träume veröffentlicht.

## Verknüpfung zu anderen Werken Kings
- Die Hauptfigur trifft auf die „Niederen Männer“ aus Kings Roman Atlantis.
- Durch die Betrachtung paralleler Welten finden sich weitere deutliche Bezüge zum Dunkler-Turm-Zyklus; der Dunkle Turm selbst wird ausdrücklich genannt.
- Ein ähnliches Motiv hatte King bereits in der Kurzgeschichte „Textcomputer der Götter“ verarbeitet.